# North Harbour Rugby Union
Maillots
Actualités
Dernière mise à jour : 7 août 2024.
North Harbour Rugby Football Union est une fédération de rugby à XV de Nouvelle-Zélande qui participe au championnat des provinces NPC. Son équipe est basée à Albany, elle joue dans un stade qui a une capacité de plus de 25 000 places.
North Harbour est  formée en 1985 à partir de clubs qui ont quitté la Auckland Rugby Football Union. Des joueurs participent aussi au Super Rugby avec les Blues.
Le 24 septembre 2006, la province remporte pour la première fois en onze tentatives le Ranfurly Shield, aux dépens de Canterbury.

## Clubs
| - Mahurangi - Silverdale - Helensville - Kumeu (Riverhead) - Massey - East Coast Bays - Glenfield - Northcote - Takapuna - North Shore - Marist |

## Effectif 2025
| Piliers - Sam Davies - Siolo Fruean - James Lay - Sione Mafileo (en) - Kosei Nakamura - Tony Tafa - Riley Tofilau - Leka Tu'ungafasi (en) Talonneurs - Penaia Cakobau - Bryn Gordon (en) - Lockie McNair - Chyle van Zyl Deuxièmes lignes - Cam Christie (en) - James Fiebig - Zinzan Hansen - Felix Kalapu (en) - Jack Lee - Mahonri Ngakuru (en) - Tom Savage (en) | Troisièmes lignes - Tristyn Cook (en) - Gage Jackson - Tamarau McGahan - Jed Melvin (en) - Victor Olaaiga - Karl Ruzich - Wallace Sititi - Cameron Suafoa (en) - Murphy Taramai (en) Demis de mêlée - Cole Benson - Luke Campbell (en) - Siaosi Nginingini (en) - Manu Paea Demis d'ouverture - Cameron Howell - Oscar Koller - Patrick Pellegrini | Centres - Tom Barham - Ben Brownlee (en) - Tima Fainga'anuku - Tom Hendrickson (en) - Tika Lelenga Ailiers - Sofai Maka (en) - Hunter Rice - Mark Telea - Nik Vikena Arrières - Kade Banks (en) |

‌

## Joueurs emblématiques
| - Frano Botica - Frank Bunce - Warren Burton - Troy Flavell - Rico Gear - Ian Jones - Walter Little - Glen Osborne - Eric Rush - Buck Shelford |